# نونگ کای
نونگ کای (به تایلندی: หนองคาย) یک شهر در تایلند است که در استان نونگ کای واقع شده‌است.

## خصوصیات
نونگ کای ۳۱٫۱۵ کیلومترمربع مساحت و ۴۶٬۱۸۰ نفر جمعیت دارد.